# Kocham cię od tak dawna
Kocham cię od tak dawna (fr. Il y a longtemps que je t'aime) – francusko-niemiecki dramat psychologiczny z 2008 roku w reżyserii Philippe'a Claudela. Zdjęcia kręcono w Nancy.

## Obsada
- Kristin Scott Thomas jako Juliette Fontaine
- Elsa Zylberstein jako Léa Fontaine
- Serge Hazanavicius jako Luc
- Laurent Grévill jako Michel
- Frédéric Pierrot jako Kapitan Fauré
- Claire Johnston jako Matka Juliette i Léi
- Catherine Hosmalin jako Doradca wprowadzający
- Jean-Claude Arnaud jako Papy Paul
- Olivier Cruveiller jako Gérard
- Lise Ségur jako P'tit Lys
- Mouss (Mouss Zouheyri) jako Samir
- Souad Mouchrik jako Kaisha
- Laurent Claret jako Dyrektor szpitala
- Marcel Ouendeno jako Bamakalé
- Liliy-Rose jako Emélia

i inni